# Колпь (приток Суды)
Колпь — река в Ленинградской и Вологодской областях России, правый и самый длинный приток реки Суды (бассейн Волги).

Бассейн Рыбинского водохранилища и Белого озера

Длина — 254 километра, что превосходит длину самой Суды, площадь бассейна — 3730 км², средний расход воды в 30 километрах от устья — 25,2 м³.
Колпь вытекает из озера Екшозеро на Вепсовской возвышенности на востоке Ленинградской области. Высота истока — 213,4 м над уровнем моря. От истока течёт на юго-восток по ненаселённой лесной местности, пересекает границу Вологодской области, затем поворачивает на запад, заходит в Ленинградскую область, где принимает справа реку Крупень и расширяется до 30-40 метров. В верхней и средней части реки течение быстрое, есть каменистые перекаты. Ниже по течению река поворачивает на юго-восток и вновь заходит на территорию Вологодской области. В нижнем течении выходит на Шекснинскую низменность, скорость падает, река начинает образовывать крутые излучины, затоны, старицы. Впадает в Суду недалеко от деревни Усть-Колпь Кадуйского района, в 20 км выше посёлка Кадуй и в 57 км от устья Суды.
Населённые пункты на берегах (от истока к устью):
- Ленинградская область: Красный Бор,
- Вологодская область: Плесо, Плоское,
- Ленинградская область: Косой Ухаб, Нечаевская, Коробище, Ольеши, Перунь, Лиственка,
- Вологодская область: Бабаево Верхневольский, Торопово, Смородинка, Бабаево, Колпино, Сиуч, Заполье.

В среднем и нижнем течении русло реки проходит недалеко от железной дороги Санкт-Петербург — Вологда.

## Притоки
- 8,3 км (лв) Маза
- 11 км (лв) Куток
- 34 км (пр) Смердиль
- 37 км (пр) Сиуч
- 57 км (лв) Шужба
- 90 км (лв) Бурновка
- 93 км (лв) Пажгерь
- 96 км (пр) Колодинка
- 108 км (лв) Каменка
- 115 км (лв) Вешарка
- (пр) Волочна
- (пр) Рыбий
- (пр) Ямный
- 163 км (пр) Крупень
- (пр) Лобщинский
- 183 км (пр) Крупенца
- (лв) Зеглянка
- (пр) Межник
- (лв) Колпинский
- (лв) Шундозерский